# 刘思德
刘思德（1964年9月—），男，汉族，湖南汨罗人，中华人民共和国政治人物。现任南方医科大学南方医院消化内科主任，民盟中央委员，民盟广东省委副主委。第十四届全国政协委员。